# Włodzimierz Łęcki
Włodzimierz Łęcki (ur. 23 września 1937 w Poznaniu) – polski inżynier, nauczyciel akademicki, doktor nauk technicznych, wojewoda poznański, senator V kadencji, krajoznawca.

## Życiorys
Ukończył w 1961 studia na Wydziale Budownictwa Lądowego Politechniki Poznańskiej, a w 1969 Studium Trwałości Budowli Politechniki Wrocławskiej. Doktorat z zakresu budownictwa obronił na Politechnice Poznańskiej w 1970.
Był pracownikiem naukowym Katedry Budownictwa Politechniki Poznańskiej (1961–1965) oraz Katedry Mechaniki Budowli i Budownictwa Rolniczego Akademii Rolniczej w Poznaniu (1966–1989), wicewojewodą (1990) i wojewodą poznańskim (1990–1997), dyrektorem ds. marketingu Poznańskiego Przedsiębiorstwa Budownictwa Przemysłowego „Jedynka Poznań” S.A. (1998–2001). W latach 2001–2005 zasiadał w Senacie V kadencji z ramienia koalicji SLD-UP z okręgu poznańskiego. Jako bezpartyjny należał do związanego z SLD klubu senatorskiego „Lewica Razem”, pozostając senatorem bezpartyjnym. W 2005 nie ubiegał się o reelekcję.
Autor 6 książek i 50 artykułów naukowych i naukowo-technicznych z zakresu trwałości budowli, korozji betonu i materiałów budowlanych.
Związany z działalnością turystyczną i krajoznawstwem. Autor i współautor 70 książek krajoznawczych i przewodników turystycznych m.in. przewodników (Wielkopolska, Poznań i okolice, Szlak Piastowski), monografii (Województwo Pilskie, Poznań od A do Z, Słownik krajoznawczy Wielkopolski, Kanon Krajoznawczy Polski, Kanon Krajoznawczy Województwa Wielkopolskiego). Został działaczem PTTK (m.in. jako prezes oddziału międzyuczelnianego w latach 1962–1968, członek zarządu głównego w latach 1968–1976 i 2005–2009, przewodniczący Komisji Krajoznawczej ZG PTTK w latach 1989–2002). W 2001 uzyskał członkostwo honorowe tej organizacji. Wszedł w skład rady naukowej Wielkopolskiego Parku Narodowego (w 1998), został przewodniczącym rady naukowo-społecznej Leśnego Kompleksu Promocyjnego Puszcza Notecka (w 2004), zasiadał w radzie naukowej Drawieńskiego Parku Narodowego (1998–2001). Był inicjatorem odbudowy Zamku Królewskiego w Poznaniu. Obejmował funkcję przewodniczącego rady Muzeum Pierwszych Piastów na Lednicy oraz rady Wielkopolskiego Muzeum Walk Niepodległościowych w Poznaniu.
W 2003 został honorowym obywatelem Grodziska Wielkopolskiego. Odznaczony Krzyżem Oficerskim (1997) i Komandorskim (2001) Orderu Odrodzenia Polski.